# 田中精一 (経済学者)
田中 精󠄀一（たなか せいいち、1908年 - 1976年9月15日）は、日本の経済学者（景気論・産業構成論）。立教大学経済学部教授、高崎経済大学学長（第3代）などを歴任した。

## 概要
景気論や産業構成論を専攻する経済学者である。立教大学で教鞭を執り、高崎経済大学では学長を務めた。学長在任時、高崎経済大学は入学試験の改善を図り、純粋に成績順で合格者を決定することにした。補欠合格からの繰上入学は地元優先にするよう高崎市当局から要求されるが、大学はこの要求を拒否し繰上入学者も成績順で決定した。その後、有力者から依頼のあった者を「委託生」として入学させたうえで編入させるよう高崎市当局が要求してきたため、この措置を巡って学内が混乱状態となるが、学長としてこの事態の解決に奔走した。
1976年9月15日、遊覧飛行中の小型飛行機から妻とともに飛び降りて自殺した。

## 来歴

### 生い立ち
東京府出身。東京帝国大学に進学し、経済学部にて学ぶ。1931年（昭和6年）、東京帝国大学を卒業し、経済学士の称号を取得した。

### 経済学者として
東京帝国大学大学院を修了し、同大学経済研究所嘱託を経て、1933年（昭和8年）に日本大学商学部講師。
1938年（昭和13年）、立教大学の経済学部にて教授に就任した。大学卒業から極めて短期間で教授にまで上り詰めている。なお、1940年（昭和15年）2月14日に立教大学学位規程が認可されたことから、立教大学では経済学博士や商学博士を授与できることになった。それに伴い、経済学部の教授会の一員として、景気論や産業構成論に関する博士論文を審査することになった。
戦時中は大政翼賛会企画局政治部副部長、民需協会専務理事などを歴任し、戦後は一時公職追放を受けた。1951年（昭和26年）よりアジア経済協力会専務理事。1953年（昭和28年）に関東短期大学教授、1957年（昭和32年）より高崎経済大学教授を務める。

### 高崎経済大学長として
田中は北原金司の後任として高崎経済大学の学長に選任され、1964年（昭和39年）4月に就任した。従前の高崎経済大学では、補欠合格からの繰上入学は地元有利だという噂が飛び交っていた。しかし、田中が学長となって以降の1965年度（昭和40年度）入学試験では、純粋に成績順で合格者と繰上入学者を決定することにした。その結果、高崎市出身の合格者は7名、群馬県出身の合格者も20名だけとなってしまった。これを受け、大学の設置者である高崎市は補欠合格からの繰上入学は地元優先とするよう圧力をかけたが、大学としてこの要求を拒否している。ところが高崎市は、今度は高崎市議会議員など有力者から依頼された82名を「委託生」との名目で入学させたうえで後日編入させるよう圧力をかけてきたため、大学は不本意ながらもやむを得ずこれに従うことになった。この措置を知った在学生は驚き、学生大会により授業放棄が議決される事態となった。一連の経緯について、田中は「高崎市当局の大学に対する考え方があまりにひどすぎる。大学を市の一部局のように勝手気ままに扱ってきたことが、今度の事件の最大原因だ」として、市長の住谷啓三郎をはじめとする高崎市当局を痛烈に批判しているが、住谷は「地元の子弟を入れるために市長の立場から努力した」に過ぎないと反論している。
田中は、事態を収拾する目途がつくまで委託生の入学を延期させるとともに、大学を休校にした。また、文部省から委託生の単位取得は認められないと指摘されたことから、委託生は聴講生としたうえで、あらためて試験を実施し成績がよかった者のみを編入させるとの方針を打ち出した。田中のこの方針には市長の住谷啓三郎も合意した。同時に、このような地元優先で入学させる措置は同年度限りにすることが改めて確認された。在学生に対しても理解を求め、学生大会にて厳正な編入試験が実施されるならという条件付きで諒承を取り付けた。田中が事態の収拾に成功したことから、高崎経済大学の授業も1965年（昭和40年）4月末から再開されるに至った。
ところが1965年（昭和40年）7月、市長の住谷啓三郎が高崎経済大学の私立移管を示唆したため、学内は再び混乱する。高崎経済大学の教授会は私立移管反対を決定し、田中も辞表を提出した。在学生や保護者からも私立移管反対の声が上がり、文部省に対する陳情などが行われた。しかし住谷は同年8月に「『私学移管』のほかはないという結論になった」と表明し、次年度に高崎経済大学を私立移管させると正式発表した。混乱を憂慮した群馬県議会議員や文部省が仲介に乗り出すも解決せず、在学生は同盟休校に突入することになった。教授会は田中の後任の学長を選出したものの、住谷はそれを認めずに別の教授を学長事務取扱に就けようとしたため、学内の混乱はより深刻化した。最終的に、高崎市議会の各会派が一致して私立移管に反対するに至り、住谷の私立移管計画は頓挫している。なお、田中が学長を辞任して以降、高崎経済大学では1967年度（昭和42年度）入学試験より合格者が急増することになった。これは「補欠入学がコネ入学に絡んでいたことから、1967年3月の合格発表より、当初の合格発表時に従来の補欠合格分もあわせて合格者1351人とした」ためとされており、1967年度（昭和42年度）入学試験では定員の6倍を超える合格者を出す事態となっている。
高崎経済大学学長辞任後は海外技術協力事業団に勤め、1968年から1972年まではカンボジアに派遣された。

### 殺人未遂及び心中事件
1976年9月15日、田中は妻（当時58歳）と小型飛行機（セスナ172M型、機体番号JA3732）に搭乗して相模湾の上空（推定座標北緯35度03分30秒 東経139度30分30秒 / 北緯35.05833度 東経139.50833度、高度5,500フィート (1,700 m)）を遊覧飛行していたが、夫婦でパイロットおよび同乗のカメラマンにナイフやメスで切りつけた後、機体の左右のドアをこじ開けて機外に飛び出し、妻とともに飛び降り自殺した。68歳没。機内に残ったパイロットと同乗カメラマンは負傷していたが、機体を羽田空港に緊急着陸させて生還した。
田中夫妻の遺体は発見されなかったが、1978年6月27日に横浜家庭裁判所が田中の失踪宣告審判を確定した。

## 研究
専門は経済学であり、特に景気論や産業構成論といった分野の研究に従事した。また、ドイツ国の経済学者であるエミール・レーデラーの著作の翻訳も手掛けており、上梓した『景気変動と恐慌』は有斐閣の「経済学名著翻訳叢書」シリーズに収められている（#著作節を参照）。

## 略歴
- 1931年 - 東京帝国大学経済学部卒業[8]。
- 1933年 - 日本大学商学部講師[1]
- 1938年 - 立教大学教授[7][8]。
- 1953年 - 関東短期大学教授[1]
- 1957年 - 高崎経済大学教授[1]
- 1964年 - 高崎経済大学学長（翌年辞任）[9]。
- 1968年 - 海外技術協力事業団に勤めてカンボジアに派遣され、1972年帰国[4][3]。
- 1976年9月15日 - 遊覧飛行中、妻とともに飛び降り自殺[2][3]。

## 著作

### 単著
- 田中精一著『経済新体制とは何ぞや』日本評論社、1941年。全国書誌番号:46011091。NDLJP:1061324

### 翻訳
- エミール・レーデラー（英語版）著、田中精一訳『景気変動と恐慌』有斐閣、1939年。全国書誌番号:48012678。NDLJP:2386126